# Drzazgi (film)
Drzazgi – polski komediodramat z 2008 roku w reżyserii Macieja Pieprzycy.

## Fabuła
Film ten ukazuje kilka dni z życia trojga młodych mieszkańców jednego ze śląskich miast. Marta planuje ślub, Robert żyje sobotnim meczem ukochanego klubu, a Bartek właśnie kończy studia. Ich życie jest uporządkowane i przewidywalne. Każdemu z bohaterów przydarzy się jednak coś, co każe mu poważnie się zastanowić nad dotychczasowym sposobem myślenia o sobie i swojej przyszłości.

## Obsada
- Antoni Pawlicki − jako Robert
- Marcin Hycnar − jako Bartek
- Karolina Piechota − jako Marta
- Agnieszka Judycka − jako Dorota Jaskulska, dziewczyna Bartka
- Jacek Braciak − jako Zdzichu
- Krzysztof Globisz − jako Marek Jaskulski, ojciec Doroty
- Katarzyna Gniewkowska − jako Barbara, matka Marty
- Leszek Piskorz − jako ojciec Marty
- Krzysztof Ogłoza − jako Seba
- Marcin Łuczak − jako Bobas
- Michał Pieczatowski − jako Kartofel
- Magdalena Stużyńska − jako Hanka
- Robert Talarczyk − jako Adrian
- Grażyna Bułka − jako matka Roberta
- Tomasz Karolak − jako Elvis Presley
- Tadeusz Madeja − jako stróż w kopalni
- Zbigniew Stryj − jako szwagier Bartka
- Grzegorz Stasiak - jako gospodarz Niedziela
- Anna Wesołowska − jako matka Doroty
- Michał Rolnicki − jako Mundek Wichrowski
- Justyna Święs − jako siostra Roberta

## Informacje dodatkowe
- Film kręcono w Katowicach, Rudzie Śląskiej, Chorzowie (rynek), Zabrzu oraz na Wydziale Chemicznym Politechniki Śląskiej w Gliwicach.
- Okres zdjęciowy trwał od 29 kwietnia do 31 maja 2008.

## Nagrody i Nominacje
- 2008, nagroda dla Karoliny Piechoty za najlepszy debiut aktorski od 2004 roku, przyznana przez plebiscyt Złote Lwy
- 2008, nagroda dla Macieja Pieprzycy za najlepszy debiut reżyserski od 2004 roku, przyznana przez plebiscyt Złote Lwy
- 2008, nominacja dla Macieja Pieprzycy za udział w konkursie głównym, nagroda przyznawana przez plebiscyt Złote Lwy